# Andreas Gryphius
Andreas Gryphius, vlastním jménem Andreas Greif, (2. října 1616 Hlohov, Slezsko – 16. července 1664 Hlohov, Slezsko) byl německý básník a dramatik období baroka. Patří k nejvýznamnějším tvůrcům sonetů v německé literatuře 17. století. Byl členem literárního spolku Fruchtbringende Gesellschaft.

## Dílo

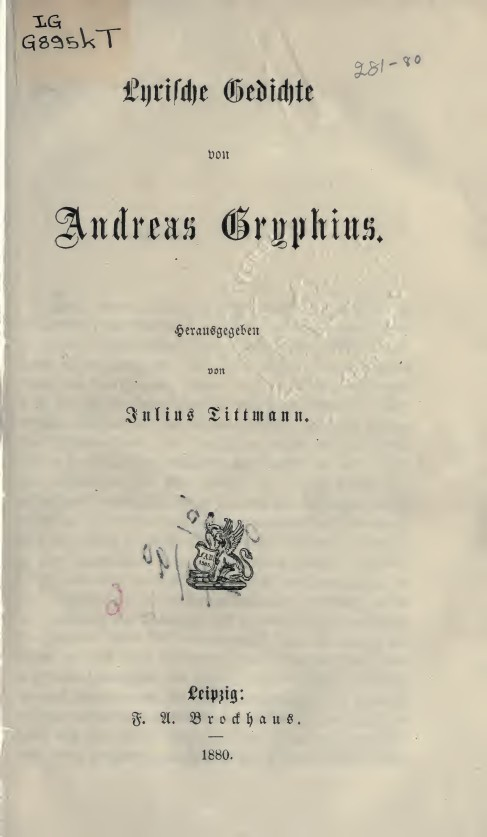
Lyrische Gedichte (1880)

- Fewrige Freystadt, vydal a okomentoval Johannes Birgfeld. Laatzen : Wehrhahn 2006, ISBN 978-3-932324-38-3
- Sonette (sbírka básní), Lissa 1637
- Son- und Feyrtags-Sonette, Leiden 1639
- Leo Armenius, oder Fürstenmord (Tradédie), Regensburg 1660
- Katharina von Georgien, oder bewehrete Beständigkeit (Tragédie), 1647–1657
- Cardenio und Celinde, oder unglücklich Verliebte (Tragédie), Breslau 1661
- Ermordete Majestät oder Carolus Stuardus König von Gross Brittannien (Tragédie), 1657; do základu přepracovaný obsah 1663.
- Großmütiger Rechts-Gelehrter, oder Sterbender Aemilius Paulus Papinianus (Tragédie), Breslau 1659.
- Horribilicribrifax Teutsch (veselohra), vyd. Gerhard Dünnhaupt. Stuttgart: Reclam 1976 u.ö. (RUB 688)
- Absurda Comica, oder Herr Peter Squentz (hra), vyd. Gerhard Dünnhaupt und Karl-Heinz Habersetzer. Stuttgart: Reclam 1983 u.ö. (RUB 7982)
- Verlibtes Gespenste / Die gelibte Dornrose (dvojdrama), Breslau 1660
- Die eigne Dekadenz (báseň o sebepochybnosti), 1648
- Abend (kritická báseň), 1650
- Tränen in schwerer Krankheit (1663)
- Es ist alles eitel (1637) – sonet (dva quartety a dva tercety) z období Třicetileté války, vystihuje vnímaní světa v období baroka

## Cena Andrease Gryphia
Jeho jméno nese literární Cena Andrease Gryphia (Andreas-Gryphius-Preis), která byla udělována v letech 1957–1989 v Düsseldorfu a potom 1990–1999 v Hlohově.